# Bloom in the park

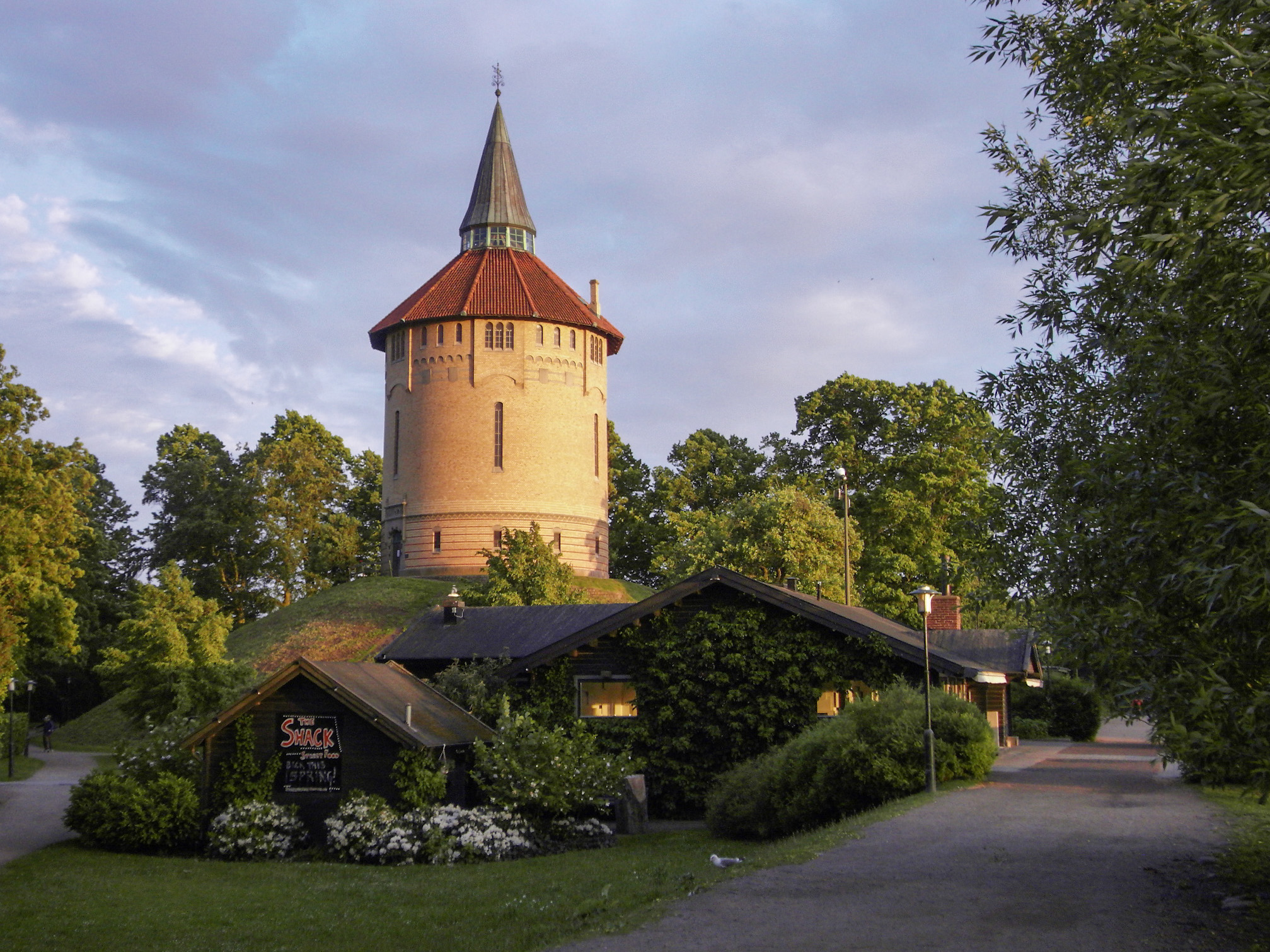
Restaurang Bloom in the park framför vattentornet i Pildammsparken

Bloom in the park är en restaurang på Pildammsvägen 17 i Pildammsparken i Malmö.
2002 öppnades Bloom på Engelbrektsgatan i Malmö av hovmästaren Igi Vidal och kocken Ebbe Vollmer.  Den växte sig med tiden ur lokalerna, och 2007 tog man över restaurangen Olgas i Pildammsparken  vilken renoverades med hjälp av Malmöarkitekten Jonas Lindvall. På våren 2008 kunde man så öppna Bloom in the park. Ebbe Vollmer lämnade restaurangen samma år,  och istället tog Titti Qvarnström över rollen som köksmästare.
2015 belönades Bloom in the park med en stjärna i Michelinguiden. Sedan september 2017 är Kathrin Baake kökschef på Bloom in the Park. Restaurangen tappade sin stjärna i 2020 års utgåva av Michelinguiden.